# Alticola macrotis
Alticola macrotis is een zoogdier uit de familie van de Cricetidae. De wetenschappelijke naam van de soort werd voor het eerst geldig gepubliceerd door Radde in 1862.